# Zina Kleitman
Zina Kalay Kleitman é uma diplomata de Israel. Foi embaixadora de Israel na Croácia de 2014 a 2018 e na Ucrânia de 2007 a 2011.